# 戴尔豪斯大学
戴爾豪斯大學（英語：Dalhousie University），是一所位於加拿大新斯科細亞省的公立大學，也是U15大學聯盟和大英國協大學協會的成員之一。於1818年創校，此大學是新斯科細亞省第三古老的大學，加拿大第五古老的大學。戴爾豪斯大學當今是加拿大一流的研究型大學之一，也具有加拿大大西洋省份大學中最雄厚的研究資金。大学常年位于加拿大十大研究型大学之列，拥有东部大西洋数省最大的图书馆。学校的法学院、医学院久负盛名，培养了大量优秀的政治家、律师、医生，商学院被加拿大权威商业杂志《Canadian Business》评为2013年度加拿大10大顶级MBA商学院之一。此大學現有四大校區，散布於省內的哈利法克斯市和特魯羅鎮。

## 歷史

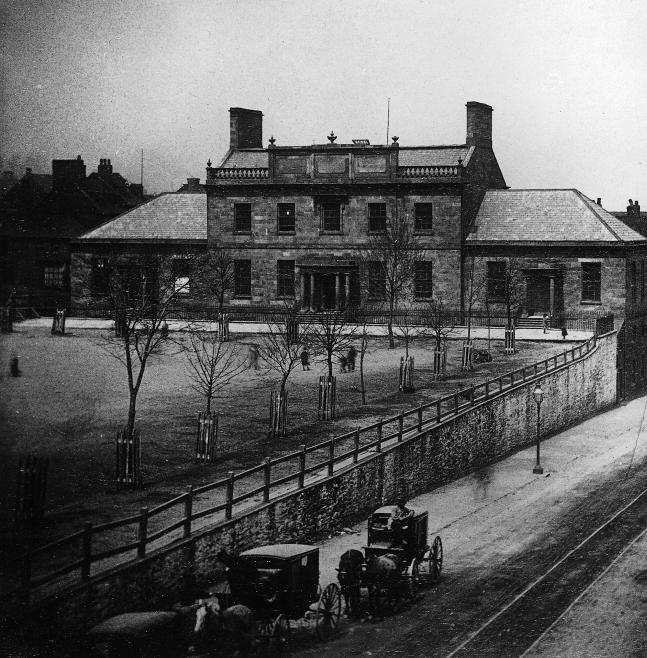
1818年起建的戴爾豪斯學院。

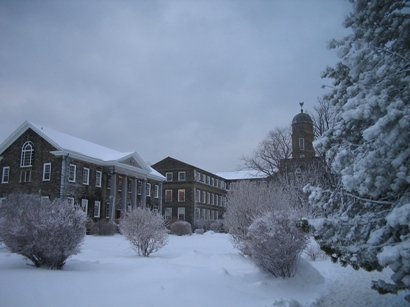
戴爾豪斯大學行政大樓

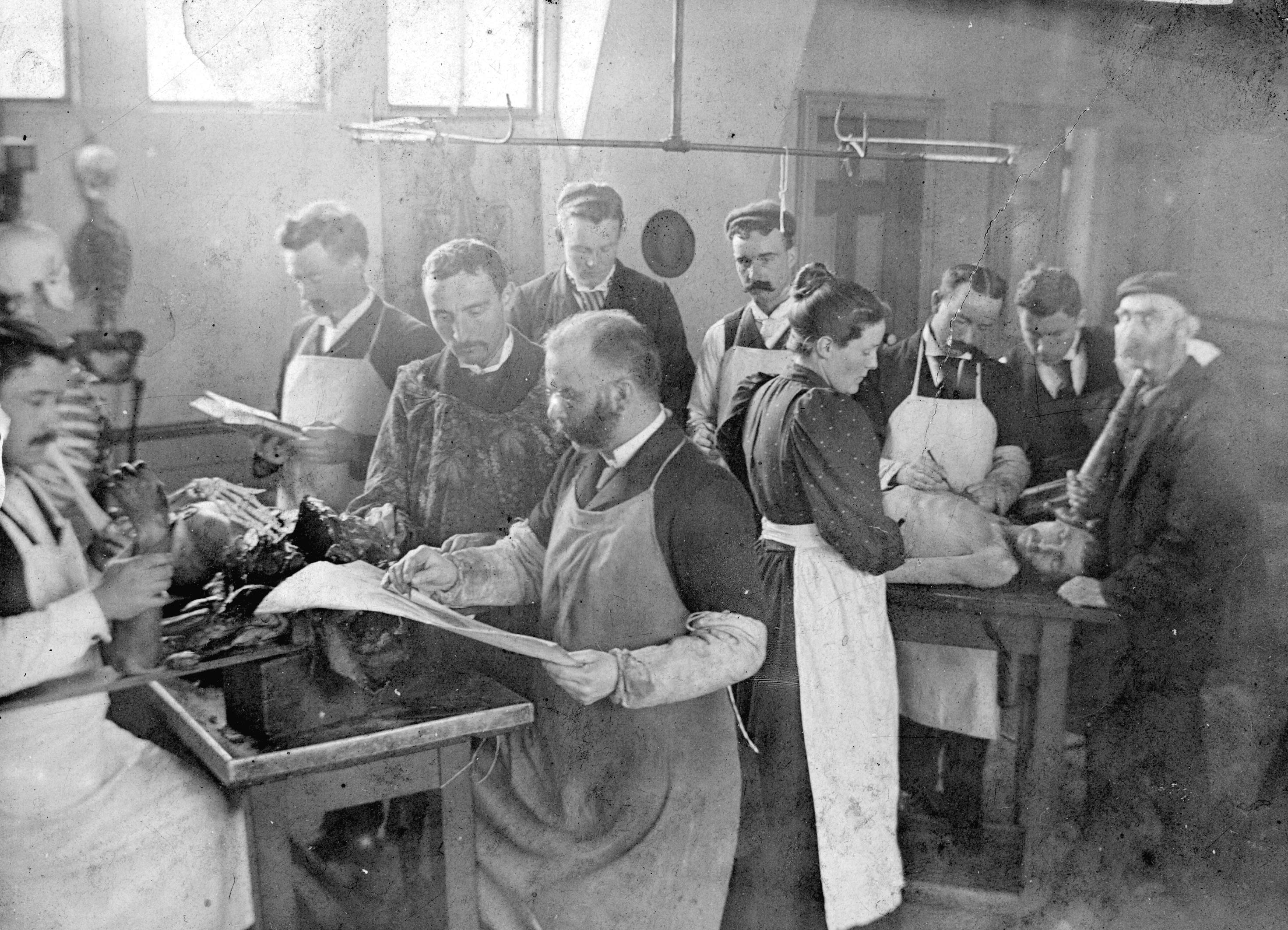
1867年成立的醫學學院

在19世紀初，第九任新斯科細亞省總督和第九代戴爾豪斯伯爵，喬治·拉姆齊，提議在哈利法克斯市內成立一所不論階級或信仰，開放給所有求學者的高等教育機構。1812年戰爭後，喬治·拉姆齊動用戰後所取得的稅金，投資英鎊£7,000建立校園，成立戴爾豪斯學院。不過，喬治·拉姆齊於1820年受委為加拿大總督，並定居於新斯科細亞省外，而學校的運作受到停頓，導致戴爾豪斯學院直至於1838年首次開課，在1863年依法定為戴爾豪斯大學，並在1866年頒出第一張文憑。隨後，戴爾豪斯大學持續的擴張，並於2006年頒出第十萬張文憑。
《Dalhousie Gazette》是戴爾豪斯大學的校刊，創建於1869年，是加拿大歷史最悠久的校刊。此大學於1999年簽署塔樂禮宣言，並在2008年成立永續發展辦事處。當今，戴爾豪斯大學共有四間圖書館，其中基勒姆紀念圖書館的藏書規模為加拿大海洋省份第一。

## 財務
戴爾豪斯大學在2011年財政年度的合併營收為加幣$5.7億，其中有32％來自省政府單位，21％來自學費，其餘的資金來源包括銷售、投資收益、私人捐贈、等。大學在其年度的合併開支近加幣$4.0億。
戴爾豪斯大學學士班國內學生在2012年的平均學費約加幣$5,624，國際學生同年度的平均學費約加幣$1.4萬。根據加拿大統計局，加拿大公立大學國內學生的平均學費在2012年度是加幣$5,581，國際學生同年度的平均學費約加幣$1.9萬，表示戴爾豪斯大學國內學生的學費目前高於國家平均，但國際學生的學費則低於國家平均。

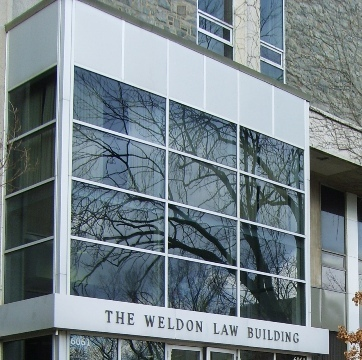
法學學院大樓

## 校園環境
戴爾豪斯大學現有四大校區，散布於省內的哈利法克斯市和特魯羅鎮，並共有12所學院。
- 斯塔德利校總區（Studley Campus；哈利法克斯市）
  - 科學學院（Faculty of Science）
  - 人文科學和社會科學學院（Faculty of Arts and Social Sciences）
  - 法學學院（Schulich School of Law）
  - 管理學學院（Faculty of Management）
  - 電腦科學學院（Faculty of Computer Science）
  - 研究生學院（Faculty of Graduate Studies）
- 卡爾頓校區（Carleton Campus；哈利法克斯市）
  - 醫學學院（Faculty of Medicine）
  - 牙醫學學院（Faculty of Dentistry）
  - 醫療衛生學學院（Faculty of Health Professions）
- 塞克斯頓校區（Sexton Campus；哈利法克斯市）
  - 工程學學院（Faculty of Engineering）
  - 建築學與都市計畫學學院（Faculty of Architecture and Planning）
- 農業校區（Agricultural Campus；特魯羅鎮）
  - 農學學院（Faculty of Agriculture）

## 學術
戴爾豪斯大學是領先的研究型大學之一，在國際上也享有盛譽。

## 著名校友

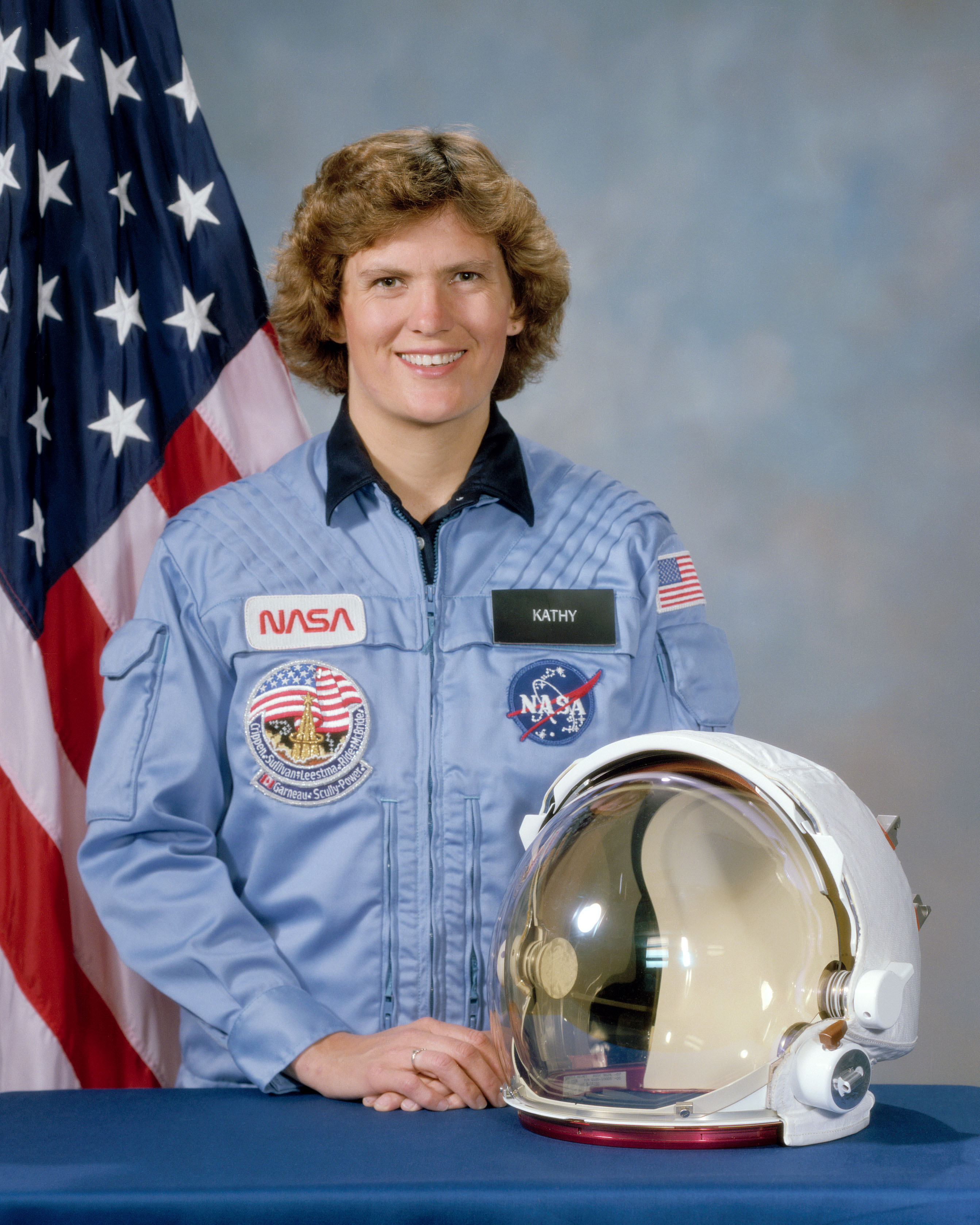
凱瑟琳·蘇利文，美國首位完成太空漫步的女太空人

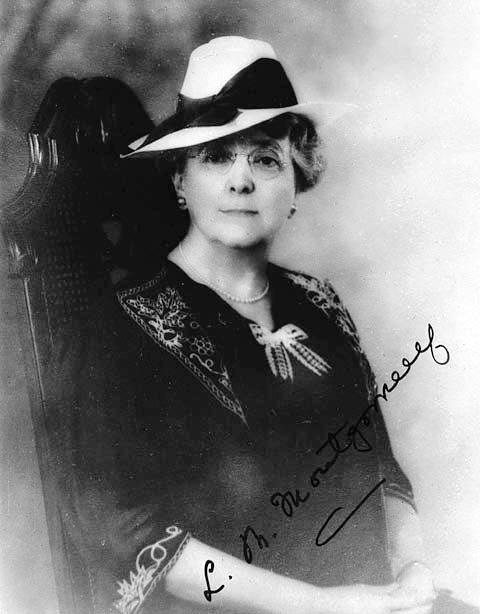
露西·莫德·蒙哥馬利，《清秀佳人》作者

戴爾豪斯大學培養出多名傑出的校友。至今，有91位羅德學者畢業於戴爾豪斯大學，另有51位加拿大研究講座學者來自戴爾豪斯大學。

### 學術
- 阿瑟·麥克唐納，2015年諾貝爾物理學獎獲得者
- 唐納德·赫布，心理學家
- 埃德加·高德（英语：Edgar Gold），國際海洋法法學家
- 凱瑟琳·蘇利文，美國國家航空暨太空總署太空人

### 政治與社會
- 理查德·貝內特，聯邦舊保守黨黨首（1930-1935）、第11任加拿大總理
- 查爾斯·克拉克，聯邦進步保守黨黨首（1976-1983, 1998-2003）、第16任加拿大總理
- 布賴恩·馬爾羅尼，聯邦進步保守黨黨首（1983-1993）、第23任加拿大總理
- 彼得·馬逵，最後一任聯邦進步保守黨黨首（2003）、聯邦保守黨副黨首（2004-2015）、前任司法部長及檢察總長（2013-2015）及前任加拿大國防部長（2007-2013）。
- 貝莎·威爾遜（英语：Bertha Wilson），前加拿大最高法院法官
- 艾麗莎·麥當諾（英语：Alexa McDonough），前任聯邦新民主黨黨首（1995-2003）
- 艾林·奧圖爾，前任聯邦保守黨黨首（2020-2022）
- 伊麗莎白·梅伊，聯邦綠黨黨首（2006-2019, 2022至今），加拿大國會下議院沙尼治－海灣群島選區議員
- 喬薩亞·沃雷恩蓋·姆拜尼馬拉馬，第9任斐濟總理
- 羅納德·聖約翰·麥當勞（英语：Ronald St. John Macdonald），前歐洲人權法院法官

### 企業
- 西恩·杜菲（英语：Sean Durfy），西捷航空前主席兼執行長
- 查爾斯·彼得·麥格拉（英语：Charles Peter McColough），全錄公司前主席兼執行長

### 文藝
- 梁科慶，作家
- 露西·莫德·蒙哥馬利，作家
- 白琪·威爾遜，作家
- 珊蒂·米契爾，作家及導演

### 體育
- 史蒂芬·賈爾斯（英语：Stephen Giles），2000年夏季奧林匹克運動會輕艇比賽銅牌得主
- 劉亦博，知名體育賽事解說

## 學生媒體
- Dalhousie Gazette （页面存档备份，存于），創建於1869年，是加拿大歷史最悠久的校刊。[9]